# Neoplanorbis carinatus
Neoplanorbis carinatus е изчезнал вид коремоного от семейство Planorbidae.